# Polypedilum johannseni
Polypedilum johannseni är en tvåvingeart som beskrevs av James E. Sublette 1973. Polypedilum johannseni ingår i släktet Polypedilum och familjen fjädermyggor. Inga underarter finns listade i Catalogue of Life.